# 간월도

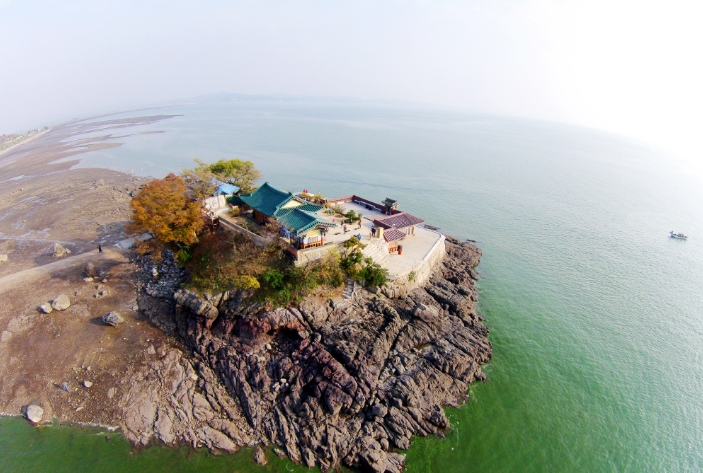
간월암

간월도(看月島)는 충청남도 서산시 부석면에 있던 섬이다. 원래는 천수만에 있던 섬이었고,  안면도 북부를 관할하는 안면읍에 속했지만 천수만 일대의 간척사업으로 인해 부석면과 육지로 이어지면서 부석면으로 편입되었다.
간조시에는 이어지고 만조 시에는 끊어지는 지형이 있는데 그곳에 간월암이 있다.

## 교통
간월도항이 있으며 서산 A지구 방조제 (국가지원지방도 제96호선)에 의해 홍성군 서부면으로 연결된다.